# 色拉寺
色拉寺（藏語：སེ་ར་དགོན，威利转写：se ra dgon，藏语拼音：Sêra Gön）位于西藏拉萨市区北郊的乌孜山南麓，是藏传佛教格鲁派六大寺院之一，由宗喀巴的弟子“大慈法王”绛钦却杰在公元15世纪初创建。1982年，色拉寺被中华人民共和国国务院公布为第二批全国重点文物保护单位之一。

## 布局
1419年，格鲁派的始祖宗喀巴命弟子绛钦却杰在拉萨北郊的乌孜山南麓创建寺院，命名为“秦清林”，藏语意为“大乘洲”。因附近多“色拉”（藏语意为酸枣林），故又通称色拉寺。建寺后不久，宗喀巴即去世。因为之前他还兴建了甘丹寺和哲蚌寺，故此人们将三寺并称为“拉萨三大寺”。
色拉寺的规模宏大，依山就势而建，寺前有流沙河流淌而过。寺院占地约11.5万平方米，建筑以措钦（集会）大殿、麦扎仓、吉扎仓、阿巴扎仓等主体建筑为中心，穿插布置了数十座康村（僧舍村落，由一群同鄉的僧人所組成）。虽然建造时并没有进行过规划布局，但由于建筑的外观颜色一致，主体建筑形体高大，因而具有统领全局的作用，使整座寺院显得主次有序。寺内所有屋舍均为石木结构，屋顶覆阿嘎土，白色外墙的上部装饰紫黑色贝玛草，具有浓郁的藏式风格。

## 建筑
位于寺院东北部的措钦大殿是全寺的管理中心和主要集会场所，也是寺内最大的殿堂。它建于1710年，平面为方形，由殿前广场、经堂和五座拉康（佛殿）组成，占地面积约2000多平方米。经堂高2层，中部用长柱顶起为天窗，可以采光。四周为短柱，构成相对低矮的空间，用以供奉佛像。经堂的后部有三座佛殿，居中者供奉高6米的强巴佛（弥勒佛）鎏金铜像，其余供文殊菩萨、宗喀巴师徒三尊、绛钦却杰、十一面千手观世音菩萨等尊像。大殿的殿顶为汉式风格的歇山式顶，覆以鎏金铜瓦，装饰宝盘、宝珠、神鸟、宝幢等。
色拉寺中最大的扎仓（经学院）是吉扎仓，建于1435年，18世纪初进行过扩建，目前面积约1700平方米。它的经堂由100根柱子支撑，殿内密布着壁画和唐卡。在经堂的西部和北部建有五座佛殿，内有许多活佛灵塔和造像。比吉扎仓略小一点的是麦扎仓，建于1419年，后被雷火烧毁，1761年重建，现面积1600多平方米。
阿巴扎仓是寺内唯一的密宗扎仓，建于1419年，面积约1500平方米。它原为措钦大殿，当现大殿建成后，便改为扎仓。阿巴扎仓的主体建筑高2层，由经堂和四座佛殿组成。底层经堂的西墙为通顶的大经架，其北有石塔，后部有两座佛殿。二层为绛钦却杰的灵塔殿，平面呈长方形，由6根柱子支撑，柱高仅2米。该殿的东、西、北三面设佛台，北面佛台的正中供奉绛钦却杰和色拉寺第二任主持绛才桑布的灵塔。

## 其他
色拉寺内有佛像近万座，此外壁画、典籍、唐卡（佛教卷轴画）、经幡、挂幢等也都遍布各殿。寺内还藏有明朝皇帝赠送的典籍、佛像和法器。其中最重要的是一套用朱砂汁书写的藏汉文对照《甘珠尔》（大藏经），乃明成祖馈赠绛钦却杰之物。这是世界上第一部用藏文书写的佛经版本，在藏传佛教界和版本学领域内都具有非凡的价值。此外如金泥书写的《大般若经》、白檀木雕刻的十六尊者像、金汁绘就的释迦牟尼转法轮唐卡和大慈法王缂丝像等也都是弥足珍贵之物。
绛钦却杰曾被明成祖和明宣宗封为“大国师”和“大慈法王”，因此由他创建的色拉寺也享有了崇高的声望。17世纪寺院全盛时僧员定额为5500人，仅次于哲蚌寺。到1959年时，寺内有僧侣9000名。1947年，色拉寺下属热振寺的五世热振活佛被噶厦政府逮捕，吉扎仓的僧人为此组织了武装试图营救。他们与政府军在拉萨的北郊发生战斗，因寡不敌众，而被迫返寺。此事件后来被称为“热振事变”。

## 印度色拉寺

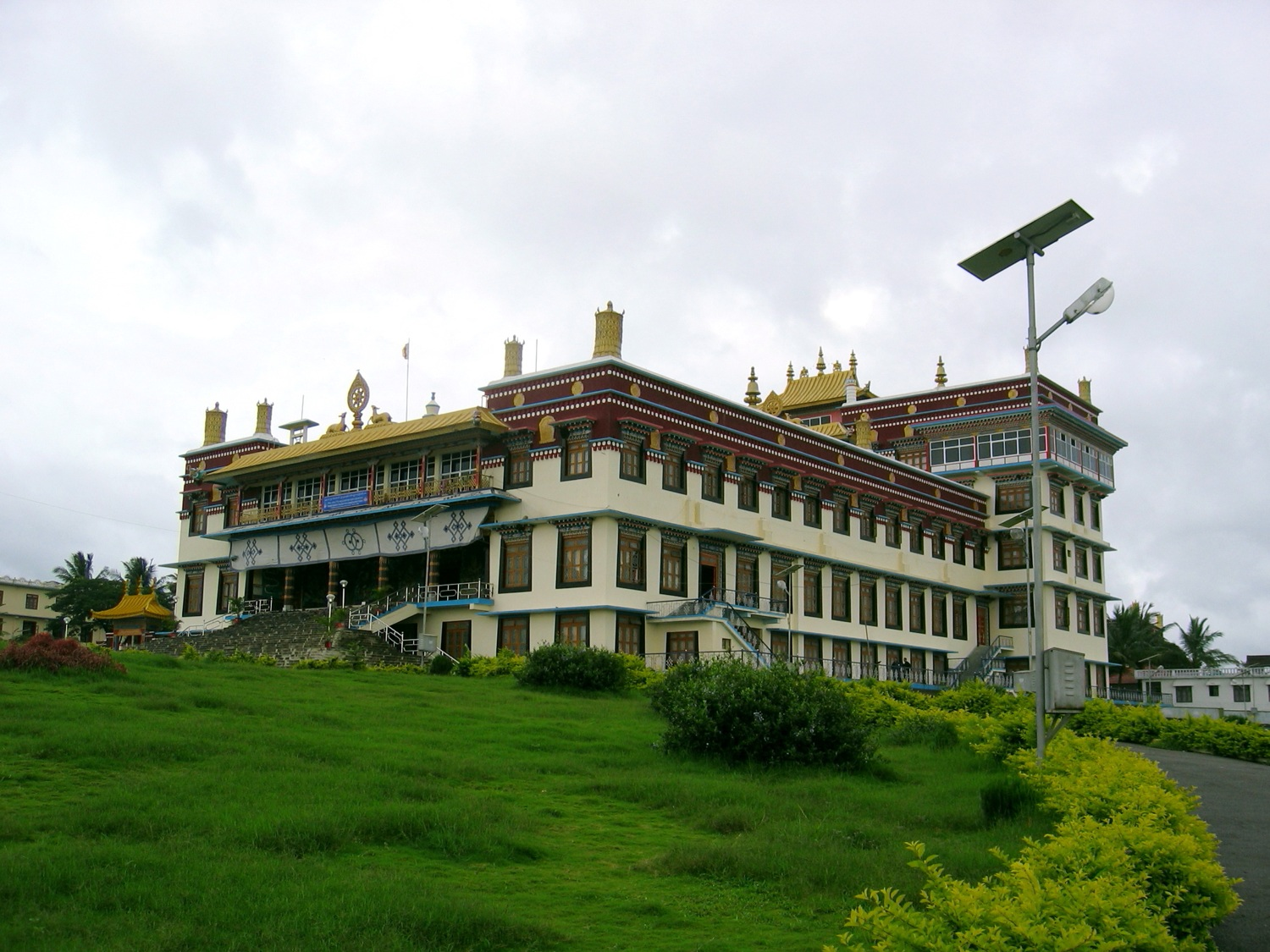
南印度拜拉库比色拉眛扎倉全景。

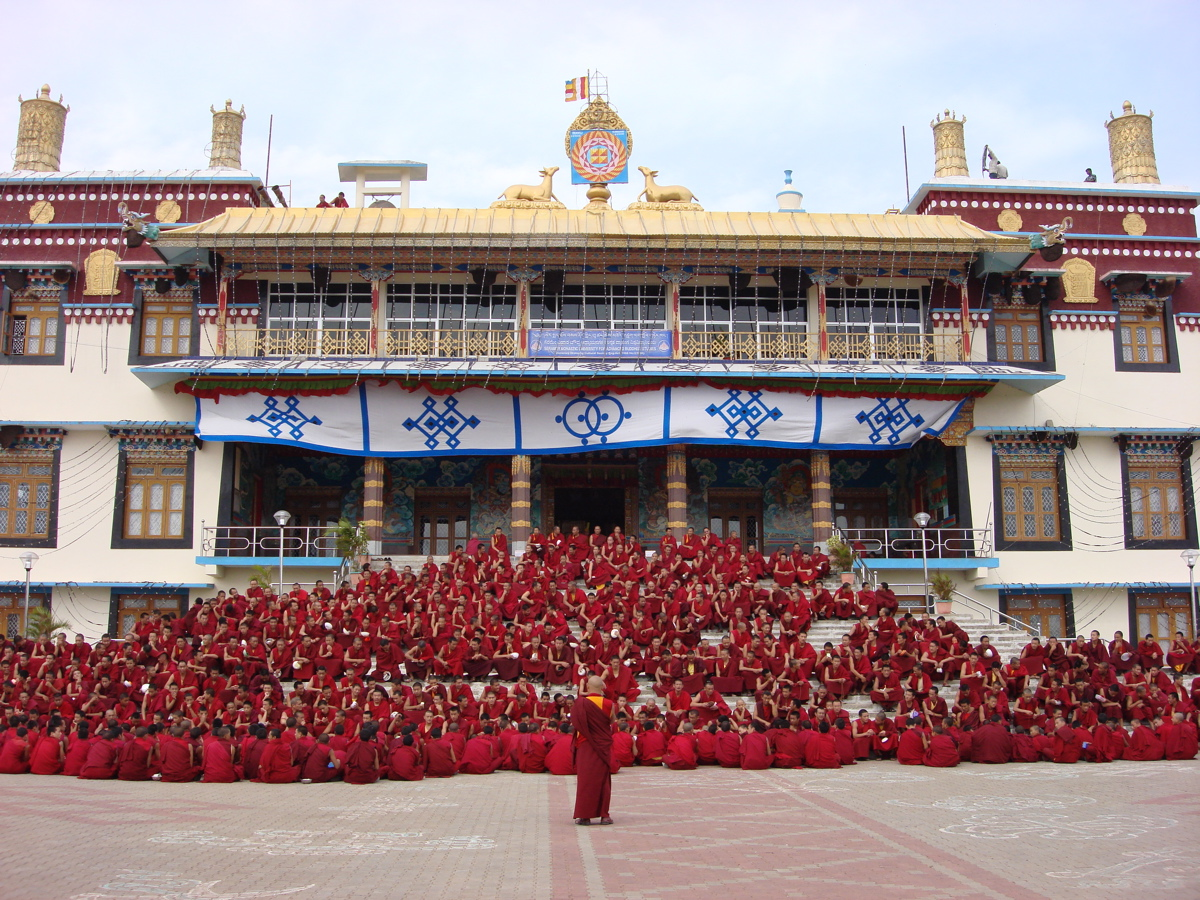
南印度色拉眛扎倉僧眾合影。

1959年西藏騷亂爆发后，部分色拉寺僧侶流亡到印度，1970年197位色拉傑僧侶與103位色拉昧僧侶在達賴喇嘛和印度中央和省政府的協助下，遷移到印度南部的卡納塔克邦拜拉库比難民區內，在森林地上重建色拉寺，每位僧人分得3/4英畝，色拉傑札倉佔地147.75英畝，色拉昧札倉佔地77.25英畝。
色拉寺在印度重建後有14棟康村。色拉昧札倉原有16棟康村，在印度重建後有13棟，2015年共有1,755名僧侶。:2-3
- 上課
- 每日辩经
- 冬季辯經法會
- 格西考試的辯經
- 會供
- 以沙繪製曼荼羅

## 擴展閱讀
- . 色拉傑寺.   [2017-10-05]. （原始内容存档于2021-01-25）.